# Рудель Обрежа
Рудель Обрежа (рум. Rudel Obreja; 6 серпня 1965 — пом. 12 березня 2023) — румунський боксер, призер чемпіонатів світу та Європи.

## Аматорська кар'єра
На Олімпійських іграх 1984 переміг Антуана Лонгуде (ЦАР) та Міккі Гьюза (Велика Британія), а в 1/8 фіналу програв майбутньому чемпіонові Марку Бреленду (США).
На чемпіонаті Європи 1985 програв у чвертьфіналі Йоні Нюману (Фінляндія).
На чемпіонаті Європи 1989 завоював срібну медаль.
- В 1/8 фіналу переміг Здравко Костича (Югославія) — RSC 2
- У чвертьфіналі переміг Невілла Брауна (Англія) — RSCH 3
- У півфіналі переміг Росена Ібішева (Болгарія) — 5-0
- У фіналі програв Ісраелу Акопкохяну (СРСР) — 0-5

На чемпіонаті світу 1989 посів третє місце.
- В 1/8 фіналу переміг Дженезіо Марро (Італія) — KO 1
- У чвертьфіналі переміг Річарда Вудголла (Англія) — 21-8
- У півфіналі програв Ісраелу Акопкохяну (СРСР) — 5-12

Після завершення спортивної кар'єри Рудель Обрежа став підприємцем і був президентом Румунської федерації боксу з 2005 по 2012 рік, а також віцепрезидентом всесвітньої аматорської асоціації AIBA з 2007 по серпень 2008 року.